# Cantó de Beaumetz-lès-Loges
El cantó de Beaumetz-lès-Loges és un cantó francès del departament del Pas de Calais, situat al districte d'Arràs. Té 29 municipis i el cap és Beaumetz-lès-Loges.

## Municipis
- Adinfer
- Agnez-lès-Duisans
- Bailleulmont
- Bailleulval
- Basseux
- Beaumetz-lès-Loges
- Berles-au-Bois
- Berneville
- Blairville
- Boiry-Sainte-Rictrude
- Boiry-Saint-Martin
- La Cauchie
- Ficheux
- Fosseux
- Gouves
- Gouy-en-Artois
- Habarcq
- Haute-Avesnes
- Hendecourt-lès-Ransart
- La Herlière
- Mercatel
- Monchiet
- Monchy-au-Bois
- Montenescourt
- Ransart
- Rivière
- Simencourt
- Wanquetin
- Warlus

## Història
| Data d'elecció                           | Identitat    | Partit                              | Qualitat |
| ---------------------------------------- | ------------ | ----------------------------------- | -------- |
| 1949-1967                                | M. Camus     | radical, després UDSR, després SFIO |          |
| 1967-1979                                | Jean Chambon | UDR, després RPR                    |          |
| 1979-1985                                | M. Viart     | PS                                  |          |
| 1985-1998                                | Jean Weppe   | RPR                                 |          |
| 1998-                                    | Michel Petit | Divers droite, després UMP          |          |
| les dades anteriors no són pas conegudes |              |                                     |          |
|                                          |              |                                     |          |

## Demografia
| A partir de 1990: Població sense dobles comptes |